# 下布田遺跡
下布田遺跡（しもふだいせき）は、東京都調布市布田にある縄文時代晩期の集落遺跡。国の史跡に指定され、土製耳飾が国の重要文化財に指定されている。調布市内にある縄文時代の遺跡としては特に著名であり、なおかつ東京都を代表する縄文時代の遺跡といえる。縄文時代の祭祀遺構など、様々な遺構・遺物が出土している。

## 概要
多摩川中流域左岸の立川段丘の縁辺から多摩川沖積低地にかけて立地する。一帯は雑木林で、古墳群が存在したという説もあり、地元では「狐塚古墳」と呼ばれていたことからも、古墳とみなされていたことがうかがえる。都心近郊にある遺跡ではあるが、周囲の良好な環境・地形などもあって、遺跡もしっかり保存されている。1964年から71年にかけて、國學院大學久我山高校考古学部や旧東京都立武蔵野郷土館（現江戸東京たてもの園）などが調査したところ、土偶・土版・独鈷石・石刀・石剣・石冠などのほか、国の重要文化財に指定された滑車型土製耳飾が出土した。1978年から1982年にかけて、調布市教育委員会が国庫補助事業による範囲確認調査を行なっているが、この時に方形配石遺構や合口甕棺墓なども出土している。これにより、下布田遺跡は縄文文化や当時の複雑な社会などを知るうえで重要なものとされ、1987年5月12日に遺跡南部の約5000平方メートルが国史跡となった。また、その後も調査でも縄文時代晩期の遺物包含層などが見つかり、縄文土器や石器類以外に、骨類や杭状木製品、種実遺体など様々な遺物が見つかっている。そのため、2005年3月2日と2011年9月21日に、合計約7000平方メートルの地区が国の史跡に追加指定され、現在国の史跡となっている範囲は約13,000平方メートルとなっている。

## 主な遺構・遺物
- 特殊遺構
- 方形配石遺構
- 合口甕棺墓
- 配石埋甕墓

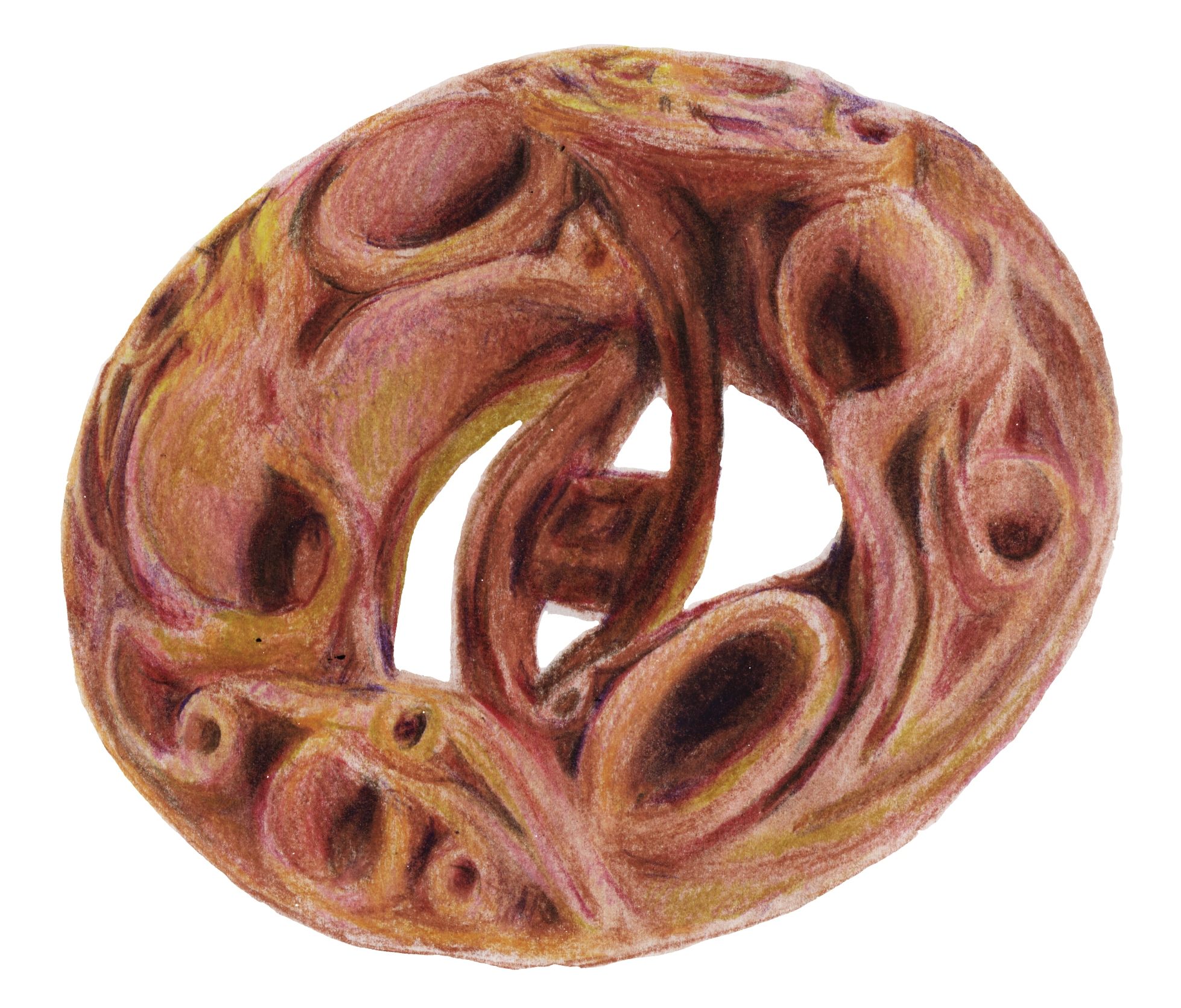
土製栓状耳飾り（国の重要文化財）江戸東京たてもの園所蔵。

- 土製耳飾（国の重要文化財）- 直径9.8センチメートル、重量75グラムと日本最大級で[2]、粘土が生乾きの段階で花弁様文を肉彫りして整形し、焼成後に樹脂と混交した弁柄を塗布して仕上げた精巧な作品である[3][4]。出土品一括としてではなく単体で重要文化財に指定された唯一の耳飾りである[3]。群馬県の千網谷戸遺跡からも同じ意匠の土製耳飾が多数出土しており、両者の関係性が推測される[2]。
- 石冠・石刀・石剣
- 土版

## 文化財

### 重要文化財（国指定）
- 土製耳飾 東京都調布市布田町下布田遺跡出土（考古資料） - 江戸東京たてもの園保管。1979年（昭和54年）6月6日指定[5]。

### 国の史跡
- 下布田遺跡 - 1987年（昭和62年）5月12日指定、2005年（平成17年）3月2日・2011年（平成23年）9月21日・2015年（平成27年）10月7日に史跡範囲の追加指定[6]。

## 交通
- 京王線 布田駅 徒歩11分
- 京王線 調布駅駅 徒歩14分
- 京王線相模原線 京王多摩川駅 徒歩20分
- 小田急バス　地蔵前（バス停） 徒歩6分
- 小田急バス/京王バス　品川通り上布田（バス停） 徒歩5分

## 関連施設
- 江戸東京たてもの園
- 調布市郷土博物館
- 調布市郷土博物館分館